# Macroscelides proboscideus
Macroscelides proboscideus — вид ссавців родини Стрибунцеві (Macroscelididae). Вид поширений у Намібії, Ботсвані та ПАР. Зустрічається у тропічних та субтропічних вологих саванах та спекотних пустелях. Етимологія: дав.-гр. μακρός — «довгий», дав.-гр. σκίλος — «ноги».